# Anne Julie de Melun
Anne Julie de Melun (Anne Julie Adélaïde; 1698 – 18 maj 1724) var en fransk hovfunktionär, kunglig guvernant.  
Hon var dotter till Louis de Melun, prins d'Epinoy och Élisabeth Thérèse de Lorraine. Hon gifte sig 1714 med prins JUles av Soubise och blev mor till Charles de Rohan, den berömde generalen åt Ludvig XV, samt Madame de Marsan.  Hon var underguvernant till  guvernanten till Frankrikes barn, Madame de Ventadour.
Hon dog av smittkoppor i 25-årsåldern.

### Fotnoter
1. 1 2  van de Pas, Leo. ”Anne Julie de Melun”. Genealogics .org. http://www.genealogics.org/getperson.php?personID=I00013210&tree=LEO. Läst 21 mars 2010.